# چک سیبری
چک سیبری (نام علمی: Saxicola maurus) پرنده‌ای از سردهٔ چک در تیرهٔ مگس‌گیران در راستهٔ گنجشک‌سانان است که در گذشته به عنوان زیرگونهٔ چک معمولی دسته‌بندی می‌شد.
چک سیبری بسیار شبیه خویشاوند نزدیکش، چک اروپایی است اما پشتش از آن گونه تیره‌تر و شکمش روشن‌تر است. این پرنده ۵ یا ۶ زیرگونه دارد: S. m. stejnegeri در شمال و مرکز آسیا یافت می‌شود، S. m. variegatus جنوبی در غرب دریای خزر زندگی می‌کند، S. m. armenicus از شرق ترکیه تا ایران یافت می‌شود و S. m. indicus در هیمالایا، و چک ترکستان S. m. przewalskii در جنوب غربی چین زندگی می‌کند.
در گذشته، چک اروپایی و چک سیبری و چک افریقایی با هم به عنوان چک معمولی و با نام علمی Saxicola torquatus در نظر گرفته می‌شدند. اما بررسی‌های جدید با استفاده از شواهد انگشت‌نگاری دی‌ان‌ای میتوکندریایی cytochrome b توالی اسید نوکلئیک و دی‌ان‌ای هسته‌ای میکروستلایت، قویاً از جدایی آنها به گونه‌های متمایز حمایت می‌کند.

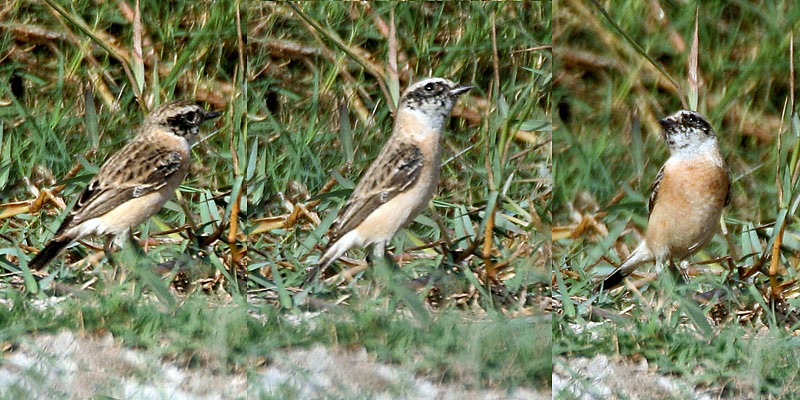
سه تصویر از یک پرندهٔ نر در زمستان، هند

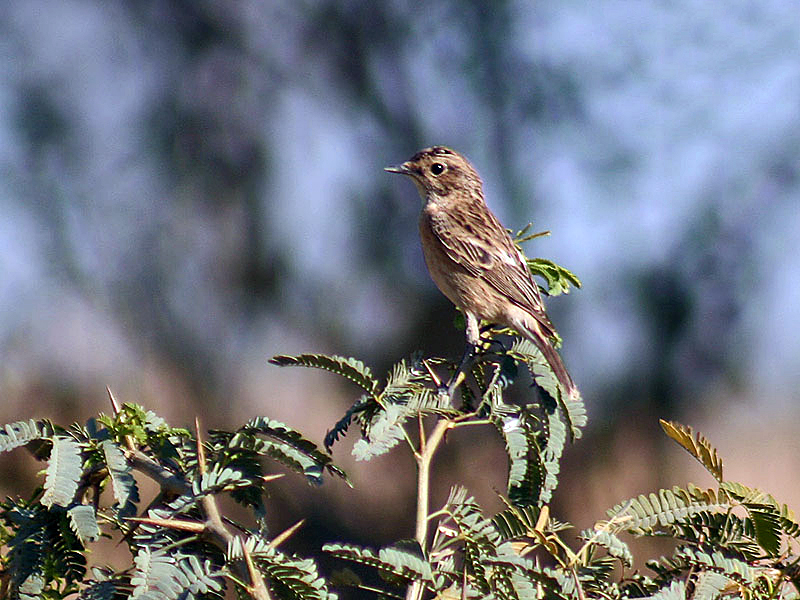
پرنده ماده، در هند